# Ceresa abbreviata
Ceresa abbreviata är en insektsart som beskrevs av Andrade 1989. Ceresa abbreviata ingår i släktet Ceresa och familjen hornstritar. Inga underarter finns listade i Catalogue of Life.